# Tausa
Tausa es un municipio de Colombia en la Provincia de Ubaté, parte del departamento de Cundinamarca. Dista a 70 kilómetros (43 mi) de la capital Bogotá. 

## Toponimia

### Origen lingüístico[3]
- Familia lingüística: Chibcha
- Lengua: Muysccubun

### Significado
El topónimo Tausa, en muysc cubun (idioma muisca) significa «tributo en la cumbre». Tausa presenta los vocablos tamsa "tributo", ta "dominio, labranza", usa "jefe, capitán".

### Origen / Motivación
Con el nombre Tausa los aborígenes denominaron la región que habitaban a la llegada de los conquistadores europeos.

## Historia

### Época hispánica
En la época precolombina, el territorio del actual municipio de Tausa estuvo habitado por los muiscas, del cual fue el tercer depósito de sal más prolífico. Para 1541 el capitán Gonzalo de León Venero fue nombrado encomendero de Tausa, Suta y Simijaca. El 20 de noviembre de 1559, el oidor y visitador general Tomás López nombró como comisionado para Ubaté a Diego Rodríguez de Valderas. En ese momento, Tausa formaba parte de la partida o corregimiento de Ubaté junto a Suesca, Susa, Cucunubá, Fúquene, Simijaca y Sutatausa. Dicha partida formaba parte a su vez de la provincia de Santa Fe. 
El 13 de agosto de 1594 el oidor licenciado Miguel de Ibarra realizó una visita a Tausa, donde adjudicó tierras e hizo entrega formal del resguardo indígena al cacique de Tausa, don Alonso Quecabusunga, y sus capitanes, don Diego Tenasechemucheguya, Bartolomé Chitabunguya  Alonso Siatomguya y el gran general  sin bautizar Rasgata,También ordenó al encomendero Gonzalo de León, en nombre de la Real Audiencia, llevar un libro de cuentas, construir iglesia y entregar a cada indígena una dotación de sombrero y alpargatas, y ordenó a la señora Luisa Venero, madre del señor encomendero, no maltratar a las mujeres indígenas que trabajaban para ella, ni tampoco a los hombres indígenas.
El 17 de abril de 1595 se realizó un censo en la población de Tausa. En la encomienda de Gonzalo de León se contaron 106 indios. El 8 de agosto de ese año, el oidor Miguel de Ibarra presentó cargos contra Gonzalo de León, quien fue notificado el 30 de septiembre. El 3 de octubre contestó la demanda, nombrando como apoderado al licenciado Martín Camacho. Los cargos que se le imputan, incluían la no celebración del culto católico, la falta de cruces y pilas bautismales en las iglesias de su jurisdicción, el permitir que los curas de su encomienda se quedaran con los bienes de las personas que fallecían, arrebatándoselos a sus herederos, la negligencia en la que se tenía la evangelización de los indígenas, el cobro de tributos excesivos a los indígenas encomendados, el no pagar a los indios que trabajaban a su servicio, el haber permitido que su madre maltratara a los indígenas y no les diera sustento ni comida, y finalmente, el haber dado numerosas palizas y azotes a los indios, causándoles graves heridas. El 11 de diciembre, se dictó sentencia, obligando a Gonzalo de León a pagar varias multas, y aunque la sentencia fue apelada, quedó en firme. también se le atribuye a un antiguo mito indígena de la dama de rojo (que vivía en Checua) ella amenazó con matar a la familia  y las bestias si no pedía perdón  a cada indígena. 
El 2 de agosto de 1600, el oidor Luis Enríquez, en visita a la población, ordenó, en nombre del Rey, la fundación formal del pueblo de Tausa.

### Traslado
En 1912 los habitantes de Tausa decidieron trasladar la población a su ubicación actual, conocida entonces como Aguasal, a 1 km de distancia, debido a malas condiciones geográficas, aunque también se dice que fue debido  a la presencia, según los pobladores, de "brujas y fantasmas" que los atormentaban. Actualmente, Tausa Viejo, como se le conoce al primer asentamiento, también llamado Belén, permanece semi-poblado, se conserva la iglesia colonial, el antiguo palacio municipal y algunas casas. El traslado definitivo de la población se produjo entre 1938 y 1940.

## Geografía
El centro urbano de Tausa se encuentra a una altitud de 2950 metros (9678,5 pies) (otras partes del municipio alcanzan altitudes de 3700 metros (12 139,1 pies).

### División Político-Administrativa
Aparte de su cabecera municipal, tiene bajo su jurisdicción los siguientes centros poblados: Boquerón y Divino Niño.

### Límites municipales
Tausa limita con los siguientes municipios:
| Noroeste: San Cayetano (Páramo de Guargua) | Norte: Carmen de Carupa (Páramo de Guargua) | Nordeste: Sutatausa     |
| Oeste: Pacho                               |                                             | Este: Cucunubá y Suesca |
| Suroeste: Cogua                            | Sur: Cogua (Embalse del Neusa)              | Sureste: Nemocón        |

## Movilidad
A Tausa se llega desde el municipio de Chía por la Ruta Nacional 45A a través de Zipaquirá. Al suroccidente del municipio la variante del Neusa que cruza el pueblo viejo conduce a Cogua; esta vía sin pavimentar también tiene salida hacia San Cayetano, al occidente del municipio. Al oriente, cerca del casco urbano tausano, hay variantes que lo conducen a Cucunubá y Nemocón.

## Turismo
- Cerro de la Virgen.
- Alto de Quita.
- Laguna Verde, ubicada en la vereda San Antonio.
- El embalse del Neusa.
- Los pictogramas de la vereda Lagunitas.
- Ferias y fiestas Reyes magos, Pericles carnaval mes de Enero.
- Salinas pueblo antiguo.
- Miradores laguna del Neusa.
- Senderos ecológicos.
- Actividad agrícola y minera.
- El antiguo templo doctrinero en el sector de Tausa Viejo.
- Laguna seca vereda San Antonio
- Vistas páramo del guerrero y Güargüa.( Veredas: los pinos, San Antonio, páramo alto, salitre y sabaneque.
- Paseos en bicicleta.
- Parque embalse Neusa (Chapinero)
- Rutas camioneras que conllevan a lagunas sagradas de los muiscas.

## Servicios

### Instituciones de educación
- Institución Educativa Departamental Integrada de Tausa.
- Institución Educativa Departamental San Antonio.

## Estructura organizacional municipal
| Tausa        | Tausa       | Tausa                      |
| Departamento | Código DANE | Categoría municipal (2023) |
| ------------ | ----------- | -------------------------- |
| Cundinamarca | 25793       | Sexta                      |

- Personería: Es un centro del Ministerio Público de Colombia que ejerce, vigila y hace control sobre la gestión de las alcaldías y entes descentralizados; velan por la promoción y protección de los derechos humanos; vigilan el debido proceso, la conservación del medio ambiente, el patrimonio público y la prestación eficiente de los servicios públicos, garantizando a la ciudadanía la defensa de sus derechos e intereses.

El actual Personero municipal es Luis Lozano Amorocho (2024-2027).
- Concejo Municipal: Es la suprema autoridad política del municipio. En materia administrativa sus atribuciones son de carácter normativo. También le corresponde vigilar y hacer control político a la administración municipal. Se regulan por los reglamentos internos de la corporación en el marco de la Constitución Política Colombiana (artículo 313) y las leyes, en especial la Ley 136 de 1994 y la Ley 1551 de 2012.

Constituido por 9 concejales por un periodo de 4 años. Actualmente se encuentra distribuido con los siguientes partidos para el periodo 2024 - 2027 de la siguiente forma:
3 (Liberal), 1 (Conservador), 1 (Demócrata), 1 (Cambio Radical), 1 (Alianza Verde) y 1 (Ecologista).
- Alcaldía Municipal: En esta se encuentra la administración municipal y las entidades descentralizadas del municipio.

El Alcalde se pronuncia mediante decretos y se desempeña como representante legal, judicial y extrajudicial del municipio. El actual Alcalde municipal es David Ortiz García (2024-2027), elegido por voto popular.

## Servicios públicos
- Energía Eléctrica: Enel, es la empresa prestadora del servicio de energía eléctrica.
- Gas Natural: Vanti es la empresa distribuidora y comercializadora de gas natural en el municipio.